# Economía de París
En este artículo se hace referencia a la Ciudad de París propiamente dicha, al Área metropolitana de París, cuya extensión es mayor a los límites administrativos de la Ciudad y a la región de París, entendiéndose esta como la región Île-de-France.
El área metropolitana de París es uno de los motores de la economía global. Su PBI es el quinto más grande del mundo dentro de las aglomeraciones urbanas y es comparable al PBI de pequeños países del primer mundo.  La economía de París es extremadamente diversa y no ha adoptado una especialización dentro de la economía global
(semejante a Los Ángeles con las industrias del entretenimiento y del cine, o Londres y Nueva York con servicios financieros). París es esencialmente una economía de servicios: el 45% del PBI de la región de París está compuesto por servicios financieros, inmobiliarios y soluciones de negocios. Su industria de base ha declinado desde su apogeo previo a la década de 1970, hasta generar menos del 10% del PBI de la región, aunque la región de París todavía sigue siendo uno de los polos industriales de Europa debido al tamaño de su economía, con un cambio de la industria tradicional a la industria de alta tecnología.
Un estudio del Institut d'aménagement et d'urbanisme (IAU) publicado en 2019 subraya que los precios de la vivienda empujan a las personas modestas a abandonar París para instalarse en departamentos vecinos como el de Seine-Saint-Denis, lo que tiende a provocar un "aburguesamiento" de la capital y una pauperización de los departamentos vecinos.

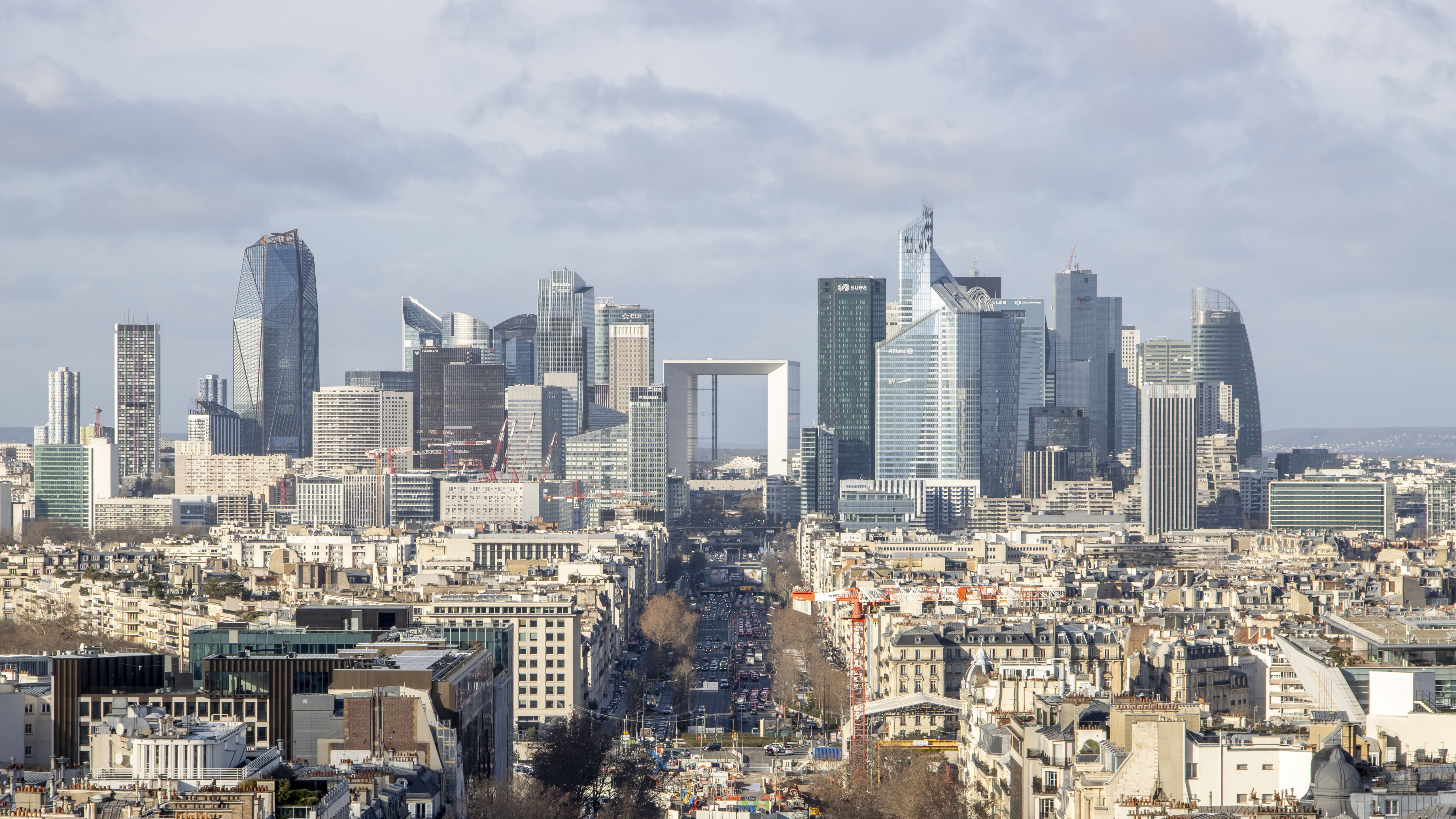
Vista de La Défense, distrito de finanzas y negocios en París.

## PBI de París comparado con otras regiones
En 2006 el PBI de la región de París alcanzaba a 500.000 millones de euros, según lo calculado por INSEE. Si fuera un país, la región de París sería la 17.ª economía más grande del mundo, con una economía casi tan grande como la de los Países Bajos. Aunque, en términos de población, el área urbana de París es aproximadamente la vigésima área urbana a nivel global, posee el quinto producto bruto metropolitano más grande del mundo después de las áreas urbanas de Tokio, Nueva York, Los Ángeles, y Chicago, y con una dimensión similar a la del Gran Londres. El siguiente cuadro muestra el PBI de las principales aglomeraciones urbanas.
Cada año la región de París registra entre el 28 y el 29% del PBI total de Francia metropolitana, aunque su población en 2006 fue solamente 18,8% de la población total. Según la EUROSTAT, el PBI de la región de París alcanzó al 4,5% del PBI total de la Unión Europea (de 25 miembros) en el año 2004, aunque su población es solamente 2,3% de la población total.

## Organización espacial de la economía de París
Según el censo de 1999, había 5.089.179 personas empleadas en el área metropolitana de París"). En el mismo censo, 4.949.306 personas que vivían en el Área Metropolitana de París tenían un empleo. Las casi 140.000 personas que forman la diferencia se componen de 60.000 personas que viven dentro del Área Metropolitana y que trabajen en el exterior de ella, y una afluencia del exterior de cerca de 200.000 personas. Así, fuera de las 5.089.179 personas empleadas en el Área Metropolitana en 1999, solamente cerca de 200.000 personas (3,9% del total) vivían fuera de él, lo cual no debe sorprender, puesto que los límites del Área Metropolitana se basan en patrones urbanos.

La petite couronne.

Bien entrado el siglo XX, la mayoría de los empleos se concentraban en los límites administrativos de París. Sin embargo, después de la Segunda Guerra Mundial la actividad económica se relocalizó a los suburbios, y desde entonces la ciudad ha estado perdiendo constantemente empleos a merced de los suburbios, en especial Hauts-de-Seine, hogar del nuevo distrito de negocios La Défense, al oeste de la ciudad propiamente dicha. Hoy en día, la ciudad de París no es el centro económico del Área Metropolitana de París, puesto que la mayoría de las oficinas están de hecho situadas en la mitad occidental de la ciudad propiamente dicha y en la porción central del distrito Hauts-de-Seine, formando un triángulo entre la Ópera, La Défense y el distrito de Val de Seine. Hauts-de-Seine se ha convertido en una extensión del París central, con 873.775 personas empleadas allí a finales de 2005, más de la mitad que las 1.653.551 personas empleadas en la Ciudad de París. Como consecuencia, ya no solo hay trabajadores en los suburbios que viajan para trabajar en la ciudad de París, sino que también quienes hacen el trayecto inverso.
De las 5.416.643 de personas empleadas en la región de París a finales de 2005, solamente 1.653.551 (30,5%) trabajaban dentro de la ciudad de París, mientras que 3.763.092 (69,5%) lo hacían en los suburbios. Sin embargo, si a la ciudad de París le agregamos Hauts-de-Seine, se llega al 46,7% de todas las personas empleadas en la región a finales de 2005, lo que deja claro el fenómeno de la relocalización del empleo a los suburbios: es más bien una extensión del París central más allá de las fronteras administrativas de la ciudad.
Durante los años 60 y 70, el gobierno francés creó varias villes nouvelles ("ciudades nuevas") en la parte más alejada de los suburbios de París para multi-polarizar la economía de la ciudad. Económicamente hablando, esas villes nouvelles han sido un éxito relativo, puesto que aún hoy muchas empresas se están moviendo a esas áreas. Sin embargo, no cumplieron totalmente su papel de multi-polarización: las principales actividades económicas siguen concentradas en gran medida en el centro del área metropolitana (ciudad de París y Hauts-de-Seine).
En 2019, París tenía 346.000 viviendas desocupadas (el 11,7% del parque de viviendas de la capital). Asociaciones llevan acciones para tratar de obtener requisiciones para alojar a las personas sin hogar.
A continuación se muestra la distribución del empleo por departamentos al 31 de diciembre de 2005:

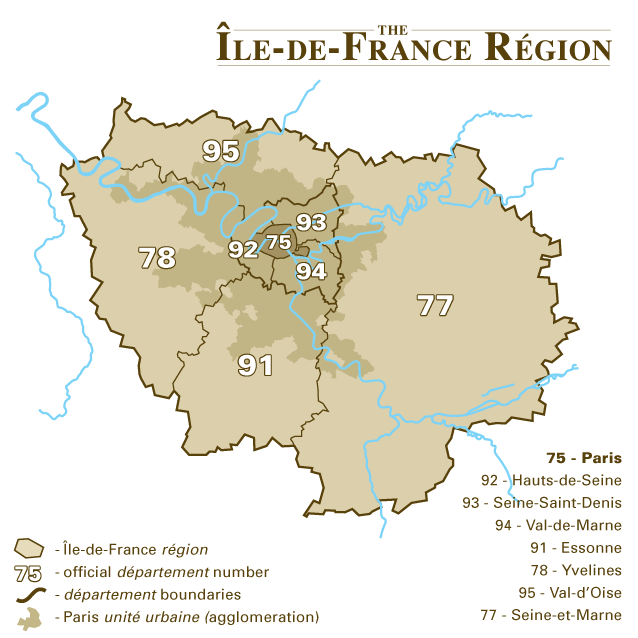
Mapa de la región Île-de-France.

| Departamento         | Superficie en km² | Población  | Número de empleados | Empleados por hectárea |
| -------------------- | ----------------- | ---------- | ------------------- | ---------------------- |
| Ciudad de París (1)  | 105               | 2 167 994  | 1 653 551           | 157                    |
| Altos del Sena (1)   | 176               | 1 531 996  | 873 775             | 50                     |
| Sena-Saint Denis (1) | 236               | 1 484 996  | 547 619             | 23                     |
| Valle del Marne (1)  | 245               | 1 292 996  | 510 441             | 21                     |
| (1) Zona central     | 762               | 6 477 982  | 3 585 386           | 47                     |
| Sena y Marne (2)     | 5 915             | 1 267 496  | 436 566             | 1                      |
| Yvelines (2)         | 2 284             | 1 398 496  | 536 219             | 2                      |
| Essonne (2)          | 1 804             | 1 193 497  | 432 647             | 2                      |
| Valle del Oise (2)   | 1 246             | 1 153 497  | 425 825             | 3                      |
| (2) Zona exterior    | 11 249            | 5 012 986  | 1 831 257           | 2                      |
| Île-de-France        | 12 011            | 11 490 968 | 5 416 643           | 5                      |

## Empresas más importantes
La Ciudad de París alberga las oficinas centrales de veintiséis empresas incluidas en el listado Fortune Global 500 (FG 500) del año 2007 (el listado de las 500 corporaciones más grandes del mundo de acuerdo a sus ventas que edita la revista Fortune). La suma total de las ventas de las veintiséis empresas asciende a 1,2 billones de dólares. En este apartado es la segunda ciudad del mundo, después de Tokio, tal como se muestra en la tabla siguiente:
| Orden | Ciudad     | País           | Cantidad de empresas FG500 | Ventas (millones de dólares, ejercicio 06–07) |
| ----- | ---------- | -------------- | -------------------------- | --------------------------------------------- |
| 1     | Tokio      | Japón          | 50                         | 1,725,362                                     |
| 2     | París      | Francia        | 26                         | 1,240,919                                     |
| 3     | Nueva York | Estados Unidos | 22                         | 1,174,439                                     |
| 3     | Londres    | Reino Unido    | 22                         | 1,085,187                                     |
| 4     | Pekín      | China          | 18                         | 711,186                                       |
| 5     | Seúl       | Corea del Sur  | 10                         | 412,535                                       |
| 6     | Toronto    | Canadá         | 9                          | 201,394                                       |
| 7     | Madrid     | España         | 8                          | 294,314                                       |
| 8     | Zürich     | Suiza          | 7                          | 352,830                                       |
| 8     | Houston    | Estados Unidos | 7                          | 352,201                                       |
| 9     | Múnich     | Alemania       | 6                          | 390,017                                       |
| 9     | Osaka      | Japón          | 6                          | 180,901                                       |
| 10    | Roma       | Italia         | 5                          | 235,231                                       |
| 10    | Atlanta    | Estados Unidos | 5                          | 199,447                                       |

Diez empresas del FG500 tienen también sus oficinas centrales en los suburbios de París, aumentando a treinta y seis la cantidad de empresas FG500 en el área Metropolitana de París. A continuación la lista de las treinta y seis compañías:
| Orden | Nombre de la compañía   | Actividad principal                           | Ventas (millones de dólares, ejercicio 06–07) | Ubicación              |
| --- | ----------------------- | --------------------------------------------- | --------------------------------------------- | ---------------------- |
| 10 | Total                   | Refinería de petróleo                         | 168.356,7                                     | La Défense             |
| 15 | AXA                     | Seguros                                       | 139.738,1                                     | VIIIe arrondissement   |
| 18 | Crédit Agricole         | Bancaria                                      | 128.481,3                                     | XVe arrondissement     |
| 25 | BNP Paribas             | Bancaria                                      | 109.213,6                                     | IXe arrondissement     |
| 32 | Carrefour               | Hipermercado                                  | 99.014,7                                      | Levallois-Perret       |
| 49 | Société Générale        | Bancaria                                      | 84.485,7                                      | IXe arrondissement     |
| 63 | EDF                     | Electricidad                                  | 73.939,1                                      | VIIIe arrondissement   |
| 68 | Peugeot                 | Vehículos y autopartes                        | 71.005,7                                      | XVIe arrondissement    |
| 82 | France Télécom          | Telecomunicaciones                            | 65.899,3                                      | XVe arrondissement     |
| 105 | Suez                    | Energía                                       | 56.721,3                                      | VIIIe arrondissement   |
| 108 | CNP Assurances          | Seguros                                       | 55.583,8                                      | XVe arrondissement     |
| 116 | Saint-Gobain            | Materiales de construcción                    | 52.188,5                                      | La Défense             |
| 117 | Renault                 | Vehículos y autopartes                        | 52.103,2                                      | Boulogne-Billancourt   |
| 153 | Groupe Caisse d'Epargne | Bancaria                                      | 41.015,8                                      | XIIIe arrondissement   |
| 169 | Sanofi-Aventis          | Farmacéutica                                  | 36.998,4                                      | XIIIe arrondissement   |
| 178 | Veolia Environnement    | Servicios públicos                            | 36.044,4                                      | XVIe arrondissement    |
| 189 | GDF                     | Gas natural                                   | 34.681,1                                      | XVIIe arrondissement   |
| 193 | Bouygues                | Ingeniería y Construcción                     | 33.693,7                                      | VIIIe arrondissement   |
| 197 | Vinci                   | Ingeniería y Construcción                     | 32.681,5                                      | Rueil-Malmaison        |
| 204 | Foncière Euris          | Marcketing, Inmobiliaria                      | 32.237,0                                      | VIIIe arrondissement   |
| 222 | Air France-KLM          | Aerolínea                                     | 29.592,1                                      | Paris CDG Airport      |
| 223 | La Poste                | Fletes y transportes                          | 29.466,7                                      | XVe arrondissement     |
| 242 | SNCF                    | Autopistas                                    | 27.444,2                                      | XIVe arrondissement    |
| 270 | Vivendi                 | Telecomunicaciones, Entretenimiento           | 25.148,2                                      | VIIIe arrondissement   |
| 295 | Lafarge                 | Materiales de construcción                    | 23.252,5                                      | XVIe arrondissement    |
| 296 | PPR                     | Bienes de lujo                                | 23.191,6                                      | XVIe arrondissement    |
| 316 | Groupama                | Seguros                                       | 22.442,0                                      | VIIIe arrondissement   |
| 351 | Christian Dior          | Indumentaria                                  | 20.094,5                                      | VIIIe arrondissement   |
| 353 | L'Oréal                 | Cosméticos                                    | 19.811,1                                      | Clichy                 |
| 383 | Alstom                  | Equipamiento industrial (Generación y trenes) | 18.754,0                                      | Levallois-Perret       |
| 395 | Grupo Lagardère         | Medios, Publicidad, Aeroespacial              | 18.187,4                                      | XVIe arrondissement    |
| 401 | Alcatel-Lucent          | Equipamiento de comunicación y redes          | 18.043,1                                      | VIIIe arrondissement   |
| 412 | Grupo Danone            | Alimenticia                                   | 17.656,7                                      | IXe arrondissement     |
| 426 | Schneider Electric      | Equipamiento eléctrico y electrónico          | 17.226,0                                      | Rueil-Malmaison        |
| 461 | CIC                     | Bancaria                                      | 16.254,0                                      | IXe arrondissement     |
| 483 | Sodexo                  | Servicios de comidas                          | 15.683,0                                      | Montigny-le-Bretonneux |
| Nota: La empresa aeroespacial franco-alemana EADS tiene oficinas centrales repartidas entre París y Múnich, pero no está listada aquí debido a que la revista Fortune considera que está localizada en Holanda, donde EADS tiene su domicilio legal por razones fiscales. |                         |                                               |                                               |                        |

## Sectores económicos
La economía de París es particularmente diversa, a diferencia de otras grandes áreas urbanas como Londres y Nueva York (focalizadas en servicios financieros) o Los Ángeles (focalizada en cine y entretenimiento). Aunque París es el primer destino turístico del mundo, esta industria solo aporta 4% del empleo de la región.
Los datos que se muestran a continuación, extraídos del censo 1999, muestran la distribución de las 5.089.179 personas empleadas en el área urbana dentro de sus sectores económicos. Esto demuestra la diversidad de la economía de París, marcada no obstante por la dominación del sector servicios.

### Sector primario
El sector primario incluye agricultura, silvicultura, y pesca. Da empleo a 26.741 personas (0,5% de la PEA).
A pesar de la baja aportación a la PEA, el territorio dedicado al sector primario cubre el 50% de la región. El departamento Sena y Marne es el que concentra la mayor actividad primaria, con el 57% de la producción regional y consagrando el 58% de su territorio al sector primario.
La fortaleza de la región de París en cuanto al sector primario deviene de los siguientes factores:
- La proximidad de un mercado de 11 millones de consumidores
- La fertilidad del suelo
- La tecnificación del sector
- La mecanización de las explotaciones
- El desarrollo de la calidad de los productos

La producción agrícola regional cubre más del 20% de las necesidades del mercado de la región de París. Además de los cultivos principales, son características las producciones especializadas periurbanas (las plantas en maceta, plantas de cama, rosas cortadas, plantas de viveros, y las hortalizas frescas). Aunque su producción tiene una tendencia a declinar bajo la presión de la urbanización, la región de París sigue siendo una de las primeras regiones frutihortícolas de Francia. Los cereales y guisantes, que están entre los más altos rendimientos del país, conforman la mayor parte de la producción, junto a la remolacha azucarera. La horticultura ocupa el 40% de la fuerza de trabajo agrícola. La producción ganadera representa sólo el 8% del valor de la producción agrícola parisina.
La industria agroalimentaria coloca a la región de París a la vanguardia de las regiones francesas en cuanto a volumen de negocios y valor añadido (23%). Cuenta con la producción de 545 empresas (incluyendo Coca-Cola, LU, Panzani, etc.).

### Sector secundario
El sector secundario incluye manufactura, minería, construcción, y servicios públicos. Da empleo a 913.503 personas (17,9% de la PEA)
- Manufactura (incluye minería, y extracción del petróleo y gas): 627.534 personas empleadas (12,3 % de la PEA)
La mayor cantidad de empleos se producen en las siguientes industrias fabriles:
  - Equipamiento electrónico y eléctrico, aplicaciones y componentes: 112.281 personas empleadas(2,2% de la PEA)
Esta rama se compone de: computadoras y equipos periféricos; teléfonos móviles; difusión de radio y televisión y equipos de comunicación inalámbricos; semiconductores y otros componentes electrónicos; instrumentos de navegación, medición, electro-médicos y de control; motores eléctricos; iluminación; equipo eléctrico misceláneo (cables, transformadores, centralitas telefónicas, etc.). Esta rama no incluye electrodomésticos
  - Publicidad, imprenta y reproducción de medios: 87.599 personas empleadas (1,7% de la PEA)
Libros, periódicos, revistas, etc. Esta rama no incluye el cine, discografía ni emisión de radio y televisión.
  - Comestibles, bebidas, y tabaco: 59.862 personas empleadas (1,2% de la PEA)
  - Fabricación de maquinaria y equipos: 56.270 personas empleadas (1,1% de la PEA)
Esta rama se compone de: motores, turbinas, y equipos de transmisión; bombas y compresores; equipo de manipulación de materiales; ventilación, calefacción, aire acondicionado, y equipamientos de refrigeración; maquinaria para agricultura, construcción y minería; herramientas mecánicas; moldes industriales; maquinaria industrial (para industrias del plástico, goma, textil, etc.); otra maquinaria de fines generales. Este rama también incluye fabricación de metales para arquitectura e ingeniería; calderas, tanques, y envases de envío; y armas y municiones.
  - Vehículos, acoplados, y autopartes ("industria automovilística"): 52.149 personas empleadas (1,0% de la PEA)
- Construcción: 235.872 personas empleadas (4,6% de la PEA)
- Servicios Públicos: Electricidad, gas natural y provisión de agua: 50.097 personas empleadas (1,0% de la PEA)

### Sector terciario (servicios)
Incluye 4.148.935 personas empleadas (81,6% de la PEA)
Los servicios que más empleo generan son:
- Soluciones de negocios (incluye alquileres y leasing): 841.157 personas empleadas (16,5% de la PEA)
  - Servicios técnicos y profesionales: 509.048 personas empleadas (10,0% de la PEA)
Esta rama se compone de: diseño de sistemas informáticos y servicios relacionados; procesamiento de datos, almacenamiento y servicios relacionados; software; servicios jurídicos; servicios de contabilidad, impuestos y liquidación de sueldos; administración de empresas; consultoría; asesoramiento en recursos humanos y búsqueda de ejecutivos; marketing; logística; consultoría medioambiental; publicidad y servicios relacionados; y servicios de arquitectura, ingeniería y servicios relacionados.
  - Servicios de administración, soporte y gestión de desechos: 272.981 personas empleadas (5,4% de la PEA)
Esta rama se compone de: servicios del empleo (colocación, temporales); servicios de investigación y de seguridad; servicios a los edificios y a las viviendas; servicios fotográficos; servicios administrativos; servicios de traducción e interpretación; servicios de soporte de negocios (centros de la llamada, agencias, etc.); servicios de empaquetado y de etiquetado; organización de convenciones y eventos; alquileres y leasing
  - Investigación y desarrollo: 59.128 personas empleadas (1,1% de la PEA)
- Comercio: 660.843 personas empleadas (13,0% de la PEA)
  - Venta minorista(excepto automóviles) y reparaciones: 308.323 personas empleadas (6,1% de la PEA)
  - Venta al por mayor y por comisiones (excepto automóviles): 276.282 personas empleadas (5,4% de la PEA)
  - Venta, mantenimiento, y reparación de automóviles: 76.238 personas empleadas (1,5% de la PEA)
- Administración pública y defensa: 510.972 personas empleadas (10,0% de la PEA)
- Servicios médicos y de salud: 451.373 personas empleadas (8,7% de la PEA)
- Transporte, almacenaje y comunicaciones: 419.779 personas empleadas (8,2% de la PEA)
Esta rama se compone de: transporte público y privado de pasajeros y carga; almacenaje; agencias de viajes; correo y mensajería; y telecomunicaciones.
- Educación: 334.852 personas empleadas (6,6% de la PEA)
- Servicios financieros y seguros: 256.722 personas empleadas (5,0% de la PEA)
- Hostelería y restaurantes: 202.228 personas empleadas (4,0% de la PEA)